# Liste der Olympiasieger im Beachvolleyball
Die Liste der Olympiasieger im Beachvolleyball führt sämtliche Sieger sowie die Zweit- und Drittplatzierten der Wettbewerbe im Beachvolleyball bei den Olympischen Sommerspielen auf, gegliedert nach den einzelnen Wettbewerben. Im weiteren Teil werden die erfolgreichsten olympischen Medaillengewinner aufgelistet. Den Abschluss bildet die Nationenwertung (zusätzlich nach Männern und Frauen gegliedert).

## Männer
| Olympia | Gold                                 | Silber                                       | Bronze                              |
| ------- | ------------------------------------ | -------------------------------------------- | ----------------------------------- |
| 1996    | Charles Kiraly / Kent Steffes        | Michael Dodd / Mike Whitmarsh                | John Child / Mark Heese             |
| 2000    | Dain Blanton / Eric Fonoimoana       | Zé Marco / Ricardo Santos                    | Jörg Ahmann / Axel Hager            |
| 2004    | Emanuel Rego / Ricardo Santos        | Javier Bosma / Pablo Herrera Allepuz         | Patrick Heuscher / Stefan Kobel     |
| 2008    | Todd Rogers / Phil Dalhausser        | Márcio Araújo / Fabio Luiz                   | Emanuel Rego / Ricardo Santos       |
| 2012    | Julius Brink / Jonas Reckermann      | Emanuel Rego / Alison Cerutti                | Mārtiņš Pļaviņš / Jānis Šmēdiņš     |
| 2016    | Alison Cerutti / Bruno Oscar Schmidt | Paolo Nicolai / Daniele Lupo                 | Alexander Brouwer / Robert Meeuwsen |
| 2020    | Anders Mol / Christian Sørum         | Wjatscheslaw Krassilnikow / Oleg Stojanowski | Ahmed Tijan / Cherif Younousse      |
| 2024    | David Åhman / Jonatan Hellvig        | Nils Ehlers / Clemens Wickler                | Anders Mol / Christian Sørum        |

## Frauen
| Olympia | Gold                                             | Silber                                     | Bronze                             |
| ------- | ------------------------------------------------ | ------------------------------------------ | ---------------------------------- |
| 1996    | Sandra Pires / Jackie Silva                      | Mônica Rodrigues / Adriana Samuel          | Natalie Cook / Kerri Pottharst     |
| 2000    | Natalie Cook / Kerri Pottharst                   | Adriana Behar / Shelda Bede                | Sandra Pires / Adriana Samuel      |
| 2004    | Kerri Walsh / Misty May-Treanor                  | Adriana Behar / Shelda Bede                | Holly McPeak / Elaine Youngs       |
| 2008    | Kerri Walsh / Misty May-Treanor                  | Tian Jia / Wang Jie                        | Xue Chen / Zhang Xi                |
| 2012    | Kerri Walsh / Misty May-Treanor                  | Jennifer Kessy / April Ross                | Larissa França / Juliana da Silva  |
| 2016    | Laura Ludwig / Kira Walkenhorst                  | Bárbara Seixas / Ágatha Bednarczuk         | Kerri Walsh / April Ross           |
| 2020    | Alexandra Klineman / April Ross                  | Taliqua Clancy / Mariafe Artacho del Solar | Joana Heidrich / Anouk Vergé-Dépré |
| 2024    | Ana Patrícia Silva Ramos / Eduarda Santos Lisboa | Melissa Humana-Paredes / Brandie Wilkerson | Tanja Hüberli / Nina Brunner       |

## Die erfolgreichsten Teilnehmer
- Platz: Die Rangfolge wird durch die Anzahl der Goldmedaillen im Einzel- und Mannschaftswettbewerb bestimmt. Bei gleicher Anzahl werden die Silbermedaillen verglichen, danach die Bronzemedaillen.
- Land: das Land, für das der Athlet startete. Bei einem Wechsel der Nationalität wird das Land genannt, für das der Athlet die letzte Medaille erzielte.
- Von, Bis: das Jahr, in dem der Athlet die erste bzw. die letzte Olympiamedaille gewonnen hat.
- Gold, Silber, Bronze, Gesamt: Anzahl der gewonnenen Medaillen.

### Männer
| Platz | Name                | Land               | Von  | Bis  | Gold | Silber | Bronze | Gesamt |
| ----- | ------------------- | ------------------ | ---- | ---- | ---- | ------ | ------ | ------ |
| 1     | Emanuel Rego        | Brasilien          | 2004 | 2012 | 1    | 1      | 1      | 3      |
| 1     | Ricardo Santos      | Brasilien          | 2000 | 2008 | 1    | 1      | 1      | 3      |
| 3     | Alison Cerutti      | Brasilien          | 2012 | 2016 | 1    | 1      | –      | 2      |
| 4     | Anders Mol          | Norwegen           | 2020 | 2024 | 1    | -      | 1      | 2      |
| 4     | Christian Sørum     | Norwegen           | 2020 | 2024 | 1    | -      | 1      | 2      |
| 6     | David Åhman         | Schweden           | 2024 | 2024 | 1    | –      | –      | 1      |
| 6     | Dain Blanton        | Vereinigte Staaten | 2000 | 2000 | 1    | –      | –      | 1      |
| 6     | Julius Brink        | Deutschland        | 2012 | 2012 | 1    | –      | –      | 1      |
| 6     | Phil Dalhausser     | Vereinigte Staaten | 2008 | 2008 | 1    | –      | –      | 1      |
| 6     | Eric Fonoimoana     | Vereinigte Staaten | 2000 | 2000 | 1    | –      | –      | 1      |
| 6     | Jonatan Hellvig     | Schweden           | 2024 | 2024 | 1    | –      | –      | 1      |
| 6     | Charles Kiraly      | Vereinigte Staaten | 1996 | 1996 | 1    | –      | –      | 1      |
| 6     | Jonas Reckermann    | Deutschland        | 2012 | 2012 | 1    | –      | –      | 1      |
| 6     | Todd Rogers         | Vereinigte Staaten | 2008 | 2008 | 1    | –      | –      | 1      |
| 6     | Bruno Oscar Schmidt | Brasilien          | 2016 | 2016 | 1    | –      | –      | 1      |
| 6     | Kent Steffes        | Vereinigte Staaten | 1996 | 1996 | 1    | –      | –      | 1      |

### Frauen
| Platz | Name                     | Land               | Von  | Bis  | Gold | Silber | Bronze | Gesamt |
| ----- | ------------------------ | ------------------ | ---- | ---- | ---- | ------ | ------ | ------ |
| 1     | Kerri Walsh              | Vereinigte Staaten | 2004 | 2016 | 3    | –      | 1      | 4      |
| 2     | Misty May-Treanor        | Vereinigte Staaten | 2004 | 2012 | 3    | –      | –      | 3      |
| 3     | Natalie Cook             | Australien         | 1996 | 2000 | 1    | –      | 1      | 2      |
| 3     | Sandra Pires             | Brasilien          | 1996 | 2000 | 1    | –      | 1      | 2      |
| 3     | Kerri Pottharst          | Australien         | 1996 | 2000 | 1    | –      | 1      | 2      |
| 6     | Laura Ludwig             | Deutschland        | 2016 | 2016 | 1    | –      | –      | 1      |
| 6     | Jackie Silva             | Brasilien          | 1996 | 1996 | 1    | –      | –      | 1      |
| 6     | Ana Patrícia Silva Ramos | Brasilien          | 2024 | 2024 | 1    | –      | –      | 1      |
| 6     | Eduarda Santos Lisboa    | Brasilien          | 2024 | 2024 | 1    | –      | –      | 1      |
| 6     | Kira Walkenhorst         | Deutschland        | 2016 | 2016 | 1    | –      | –      | 1      |

## Nationenwertungen
Stand: bis und mit 2024

### Gesamt
| Platz | Land               | Gold | Silber | Bronze | Gesamt |
| ----- | ------------------ | ---- | ------ | ------ | ------ |
| 1.    | Vereinigte Staaten | 7    | 2      | 2      | 11     |
| 2.    | Brasilien          | 4    | 7      | 3      | 14     |
| 3.    | Deutschland        | 2    | 1      | 1      | 4      |
| 4.    | Australien         | 1    | 1      | 1      | 2      |
| 5.    | Norwegen           | 1    | –      | 1      | 2      |
| 6.    | Schweden           | 1    | –      | –      | 1      |
| 7.    | China              | –    | 1      | 1      | 2      |
| 7.    | Kanada             | –    | 1      | 1      | 2      |
| 9.    | Italien            | –    | 1      | –      | 1      |
| 9.    | ROC                | –    | 1      | –      | 1      |
| 9.    | Spanien            | –    | 1      | –      | 1      |
| 12.   | Schweiz            | –    | –      | 3      | 3      |
| 13.   | Katar              | –    | –      | 1      | 1      |
| 13.   | Lettland           | –    | –      | 1      | 1      |
| 13.   | Niederlande        | –    | –      | 1      | 1      |

### Männer
| Platz | Land               | Gold | Silber | Bronze | Gesamt |
| ----- | ------------------ | ---- | ------ | ------ | ------ |
| 1.    | Vereinigte Staaten | 3    | 1      | –      | 4      |
| 2.    | Brasilien          | 2    | 3      | 1      | 6      |
| 3.    | Deutschland        | 1    | 1      | 1      | 3      |
| 4.    | Schweden           | 1    | –      | –      | 1      |
| 4.    | Norwegen           | 1    | –      | 1      | 2      |
| 5.    | Italien            | –    | 1      | –      | 1      |
| 5.    | ROC                | –    | 1      | –      | 1      |
| 5.    | Spanien            | –    | 1      | –      | 1      |
| 8.    | Kanada             | –    | –      | 1      | 1      |
| 8.    | Katar              | –    | –      | 1      | 1      |
| 8.    | Lettland           | –    | –      | 1      | 1      |
| 8.    | Niederlande        | –    | –      | 1      | 1      |
| 8.    | Schweiz            | –    | –      | 1      | 1      |

### Frauen
| Platz | Land               | Gold | Silber | Bronze | Gesamt |
| ----- | ------------------ | ---- | ------ | ------ | ------ |
| 1.    | Vereinigte Staaten | 4    | 1      | 2      | 7      |
| 2.    | Brasilien          | 2    | 4      | 2      | 8      |
| 3.    | Australien         | 1    | 1      | 1      | 3      |
| 4.    | Deutschland        | 1    | –      | –      | 1      |
| 5.    | China              | –    | 1      | 1      | 2      |
| 6.    | Kanada             | –    | 1      | –      | 1      |
| 7.    | Schweiz            | –    | –      | 2      | 2      |